# Rocles (Lozère)
Rocles ist eine französische Gemeinde mit 242 Einwohnern (Stand 1. Januar 2022) im Département Lozère in der Region Okzitanien. Sie gehört zum Arrondissement Mende und zum Kanton Langogne. Die Gemeinde grenzt im Nordwesten an Chastanier, im Norden an Naussac-Fontanes, im Nordosten an Langogne, im Osten an Saint-Flour-de-Mercoire, im Südosten an Cheylard-l’Évêque, im Südwesten an Chaudeyrac und im Westen an Pierrefiche.

## Bevölkerungsentwicklung
| Jahr      | 1962 | 1968 | 1975 | 1982 | 1990 | 1999 | 2008 | 2018 |
| --------- | ---- | ---- | ---- | ---- | ---- | ---- | ---- | ---- |
| Einwohner | 351  | 287  | 226  | 207  | 192  | 197  | 209  | 231  |